# Wilamowice (gmina)
Wilamowice – gmina miejsko-wiejska w województwie śląskim, w powiecie bielskim. Leży w Kotlinie Oświęcimskiej i Pogórzu Beskidu Małego, pomiędzy Bielskiem-Białą a Oświęcimiem. Wschodnią granicę wyznacza Soła, północno-zachodnią – dolina Wisły. W latach 1975–1998 gmina położona była w województwie bielskim. Jest gminą o charakterze rolniczo-przemysłowym.
Siedziba gminy to Wilamowice.
Według danych z 30 czerwca 2004 gminę zamieszkiwało 14 888 osób.

## Struktura powierzchni
Według danych z roku 2002 gmina Wilamowice ma obszar 56,72 km², w tym:
- użytki rolne: 76%
- użytki leśne: 8%

Gmina stanowi 12,41% powierzchni powiatu.

## Demografia

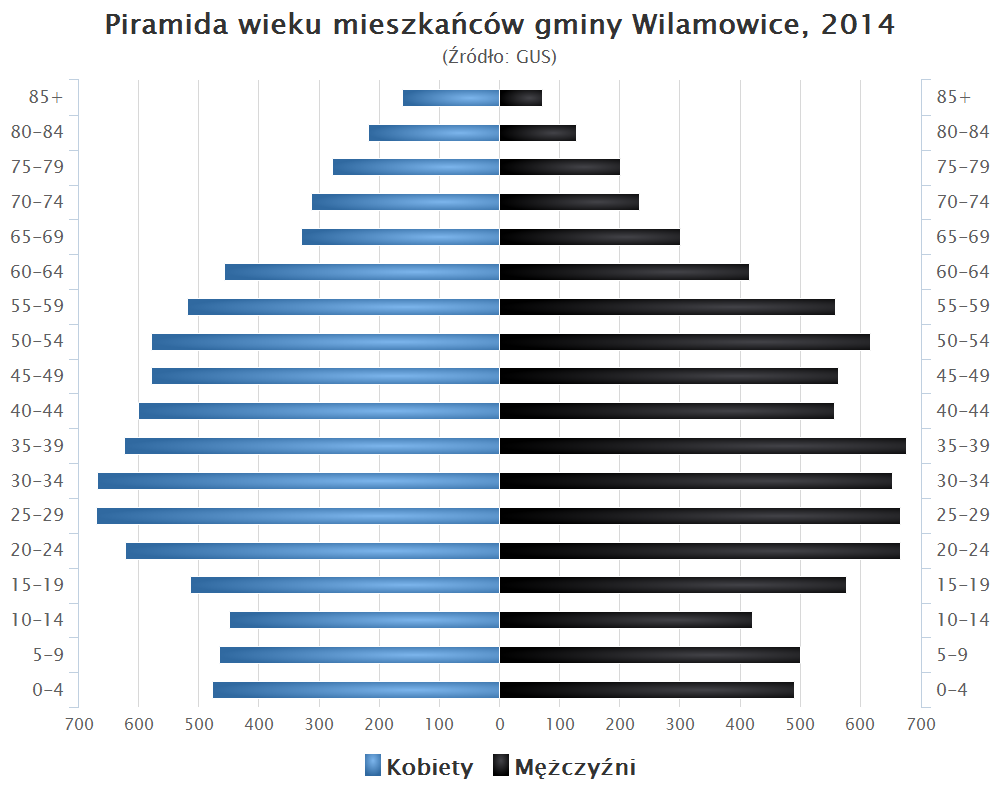
Piramida wieku mieszkańców gminy Wilamowice w 2014 roku

Dane z 30 czerwca 2004:
| Opis                              | Ogółem | Ogółem | Kobiety | Kobiety | Mężczyźni | Mężczyźni |
| --------------------------------- | ------ | ------ | ------- | ------- | --------- | --------- |
| jednostka                         | osób   | %      | osób    | %       | osób      | %         |
| populacja                         | 14 888 | 100    | 7600    | 51      | 7288      | 49        |
| gęstość zaludnienia (mieszk./km²) | 262,5  | 262,5  | 134     | 134     | 128,5     | 128,5     |

## Miejscowości wchodzące w skład gminy
| Miejscowość           | Powierzchnia (w ha) | Ludność (2021) | Gęstość zaludnienia (os./km²) |
| --------------------- | ------------------- | -------------- | ----------------------------- |
| Wilamowice (siedziba) | 1035,7              | 3151           | 304,2                         |
| Pisarzowice           | 1371,2              | 6189           | 451,4                         |
| Dankowice             | 1144,7              | 2836           | 247,8                         |
| Stara Wieś            | 987,6               | 2138           | 216,5                         |
| Hecznarowice          | 828                 | 2592           | 313                           |
| Zasole Bielańskie     | 361,8               | 972            | 268,7                         |

## Sąsiednie gminy
Bestwina, Bielsko-Biała, Brzeszcze, Kęty, Kozy, Miedźna